# Tempestade tropical Nanmadol (2017)
A tempestade tropical severa Nanmadol, conhecida nas Filipinas como tempestade tropical severa Emong, foi um ciclone tropical que atingiu o sul do Japão em julho de 2017. Nanmadol desenvolveu-se no Mar das Filipinas como uma depressão tropical em 1 de julho, e se fortaleceu na terceira tempestade nomeada da temporada de tufões de 2017 em 3 de julho. Depois de ganhar organização, o sistema rapidamente se desenvolveu e se intensificou em uma tempestade tropical severa e atingiu seu pico de intensidade com ventos máximos sustentados de 100 km/h em 10 minutos. e uma pressão barométrica mínima de 985 hPa (29.1 inHg). Em 4 de julho, Nanmadol virou para o leste e atingiu a costa perto de Nagasaki, Kyushu, pouco antes de se transformar em um ciclone extratropical.
Nanmadol deixou cair chuvas torrenciais em Kyushu, resultando em deslizamentos de terra, embora as prefeituras de Fukuoka e Ōita tenham sido as mais atingidas. A cidade de Asakura, Fukuoka experimentou uma chuva de um dia superando a média total da cidade para julho em 50%, com uma chuva de 500 mm registrado em um período de 12 horas em 5 de julho. Deslizamentos de terra foram registrados em 44 locais diferentes e alagamentos em 38 localidades, e a partir disso, mais de 2.600 residências foram destruídas. No total, 42 pessoas morreram de Nanmadol devido a afogamento em enchentes ou deslizamentos de terra. Os danos totais foram estimados em ¥ 190 bilhão (US$ 1,68 bilhão).

## História meteorológica
Durante 30 de junho, um distúrbio tropical se desenvolveu por volta de 463 km ao norte-nordeste de Palau. Observando alguma organização dentro do sistema, o Joint Typhoon Warning Center (JTWC) emitiu um Alerta de Formação de Ciclones Tropicais (TCFA) no início de 1 de julho. Seis horas depois, a Agência Meteorológica do Japão (JMA) classificou-o como uma depressão tropical. Mais tarde naquele dia, o JMA começou a emitir avisos, prevendo que o sistema poderia se intensificar em uma tempestade tropical nas próximas 24 horas. Pouco depois, a Administração de Serviços Atmosféricos, Geofísicos e Astronômicos das Filipinas (PAGASA) atualizou o sistema para uma depressão tropical, atribuindo o nome local Emong.
No início de 2 de julho, o JMA atualizou o sistema para uma tempestade tropical e atribuiu o nome oficial Nanmadol. O PAGASA também atualizou o sistema para uma tempestade tropical. Logo depois, o JTWC deu ao sistema a designação interna de 05W. As imagens de satélite mostraram bandas convectivas envolvendo fortemente o centro de circulação de baixo nível de Nanmadol (LLCC), levando o JTWC a atualizá-lo para uma tempestade tropical em seu próximo aviso. Mais tarde, o Nanmadol entrou em um ambiente favorável com baixo cisalhamento vertical do vento e altas temperaturas da superfície do mar (SSTs) de 30–31 °C (86–88 °F), permitindo-lhe desenvolver um núcleo profundo e simétrico rodeado por convecção profunda. Neste momento, o JMA afirmou que Nanmadol havia se intensificado em uma tempestade tropical forte. A PAGASA também elevou o Nanmadol a uma tempestade tropical severa em seu último aviso sobre o sistema, ao sair da Área de Responsabilidade das Filipinas.
Nanmadol continuou a se intensificar enquanto se movia para o norte, a leste de Taiwan, com imagens de satélite capturando um pequeno olho em desenvolvimento. Às 06:00 UTC em 3 de julho, Nanmadol atingiu seu pico de intensidade com o JTWC avaliando o ciclone para ter ventos sustentados de 1 minuto de 110 km/h ; o JMA estimou ventos sustentados de 10 minutos de 100 km/h e uma pressão barométrica mínima de 985 hPa (29.1 inHg). No entanto, o JTWC avaliou que o Nanmadol atingiu seu pico de intensidade como um tufão equivalente à categoria 1 com ventos sustentados de 1 minuto de 120 km/h seis horas depois em um relatório pós-análise. Nanmadol manteve seu pico de intensidade por várias horas até pouco antes de 4 de julho, quando o sistema começou a se curvar para o leste e sua apresentação de satélite se deteriorou. Naquela época, Nanmadol atingiu a costa aproximadamente 40 km a leste de Nagasaki em Kyushu. Apesar do sistema ainda exibir um centro bem definido, os topos das nuvens começaram a aquecer, em linha com a tendência de rápido enfraquecimento do sistema. Depois de várias horas, Nanmadol começou a interagir com os ventos de oeste de latitude média; o JTWC rebaixou o sistema ainda mais para um nível baixo de intensidade de tempestade tropical, embora o JMA ainda o mantivesse em intensidade de tempestade tropical severa. Às 21:00 UTC no mesmo dia, o JTWC emitiu seu aviso final sobre o Nanmadol, mencionando que o sistema estava embutido na zona baroclínica fria e, portanto, perdeu suas características tropicais e fez a transição para uma baixa de núcleo frio. O JMA logo seguiu o exemplo com seu aviso final, declarando que Nanmadol havia se tornado totalmente um ciclone extratropical às 00:00 UTC de 5 de julho. Seus remanescentes extratropicais posteriormente deixaram a bacia em 8 de julho.

## Preparativos, impacto e consequências

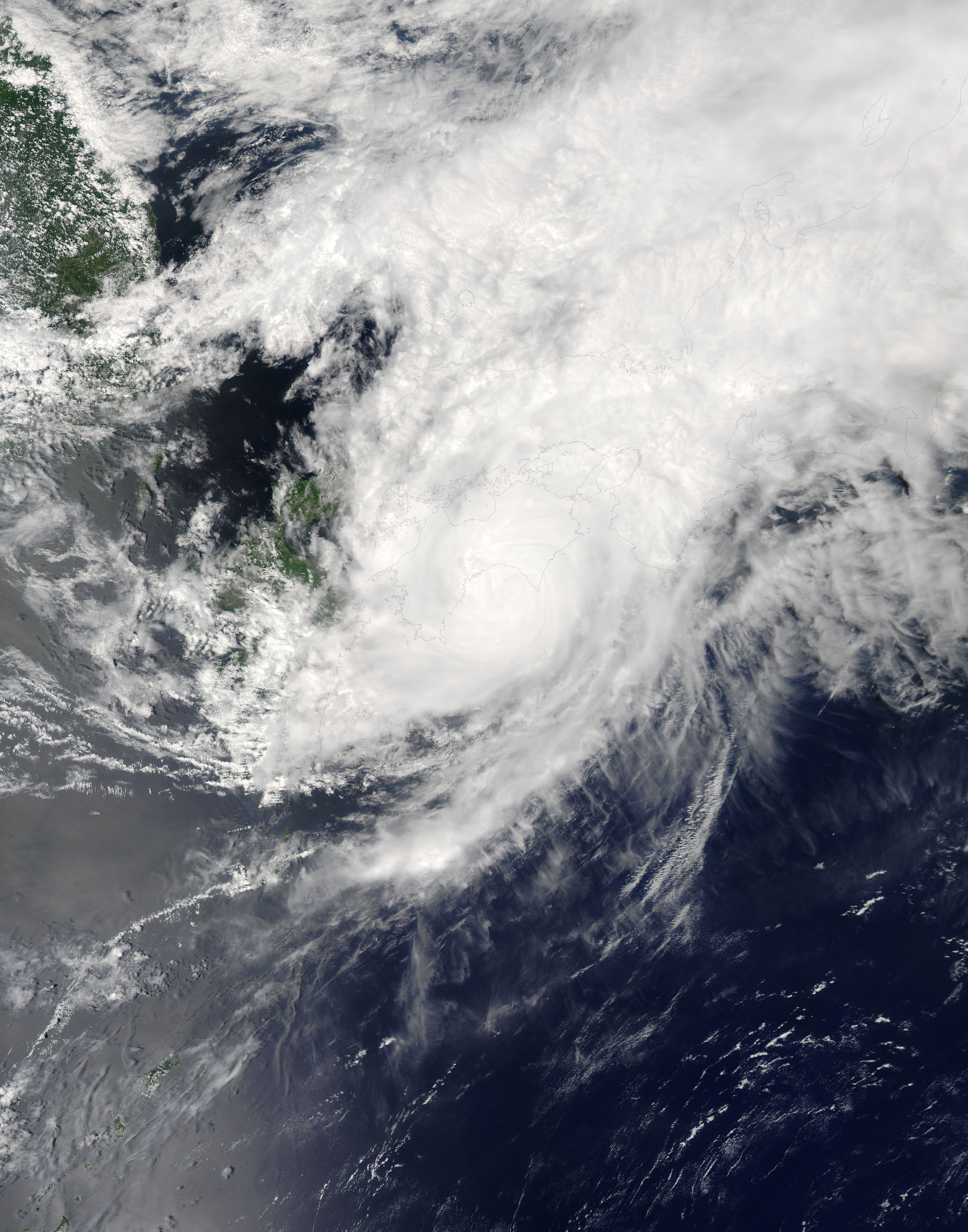
Nanmadol afetando o sul do Japão em 4 de julho

A JMA emitiu um alerta de chuva forte para a província de Shimane e áreas vizinhas, nas quais o governo pediu a evacuação de 20.000 residentes. Em 3 de julho, o Departamento de Gerenciamento de Emergências da cidade de Sasebo ativou um total de 30 abrigos de emergência. O governo enviou um total de 12.000 equipes de resgate, incluindo policiais, bombeiros e tropas das Forças de Autodefesa, em preparação para o socorro pós-tempestade. Em 10 de julho, a Kyushu Railway Company iniciou um serviço de ônibus para ajudar os residentes presos em algumas áreas ao longo da atualmente suspensa Linha Principal de Kyudai; isso incluiu áreas entre a estação de Ukiha na província de Fukuoka e a estação de Hita, na província de Ōita, onde uma ponte de ferro que cruzava um rio foi arrastada pelas enchentes. Devido à ameaça de novos deslizamentos de terra, a West Nippon Expressway Company estendeu o fechamento da Ōita Expressway. Árvores com troncos de 50–60 cm (20–24 in) foram levados pela água, bloqueando ainda mais o fluxo de água e agravando as inundações. Portanto, em 11 de julho, o ministro florestal Yuji Yamamoto prometeu criar uma força-tarefa para remover madeira flutuante. Enquanto isso, um funcionário da Universidade de Hyogo alertou outros municípios sobre possíveis danos causados por árvores caídas.

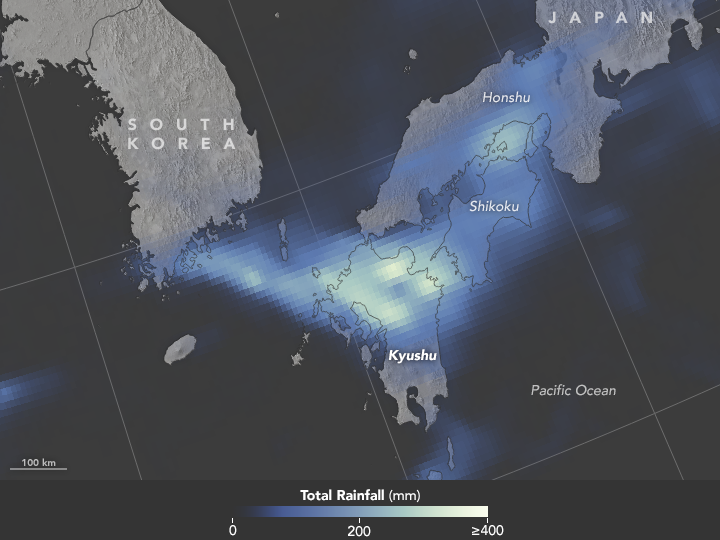
Mapa das chuvas estimadas por satélite em todo o Japão após a passagem de Nanmadol

Velocidade máxima do vento de 150 km/h foram registrados em Nagasaki após o desembarque, incluindo uma rajada de vento de 162 km/h na cidade Shikoku de Muroto logo após 05:30 UTC. Ventos fortes derrubaram veículos, derrubaram andaimes e deixaram 68.500 casas sem energia elétrica nas províncias de Nagasaki e Kumamoto ; outros apagões ocorreram nas prefeituras de Ōita, Miyazaki e Kagoshima. Cerca de 3.000 passageiros de companhias aéreas foram afetados pela suspensão e cancelamento de pelo menos 47 voos. Chuvas fortes e ventos fortes interromperam vários serviços ferroviários, incluindo o icônico Shinkansen, entre Hakata e Kagoshima-Chuo em Kyushu. Avisos de evacuação foram emitidos para pelo menos 20.000 residentes devido ao medo de possíveis inundações e deslizamentos de terra, especialmente nas prefeituras de Niigata, Toyama e Nagano, que sofreram acúmulos de chuva de até 300 mm nas horas anteriores. Em Hamada, Shimane, mais de 80 mm caiu em uma hora.
Pelo menos três pessoas ficaram feridas durante a tempestade - a mão de um menino foi ferida quando a janela de uma escola quebrou na cidade de Kumamoto, e dois adultos na província de Ōita sofreram ferimentos devido a quedas devido aos ventos fortes. Cerca de 180 pessoas se abrigaram no ginásio de uma escola secundária em Asakura. Dentro da prefeitura, 130 mm de chuva caiu em uma hora, contribuindo muito para um total de 545 mm chuvas em 24 horas. Um relatório posterior mostrou que a prefeitura experimentou uma precipitação total acumulada de 632,5 mm. A cidade de Hita, Ōita também experimentou chuvas extremas, com acumulações de 400 mm. No entanto, a prefeitura de Fukuoka experimentou uma quantidade incrível de 774 mm de chuva no curso de nove horas em 5 de julho Devido ao risco de deslizamentos de terra, uma ordem de evacuação que abrangia 316 pessoas de 115 famílias foi emitida no distrito de Haki em Asakura, devido ao alto risco de deslizamentos de terra. Nas províncias de Fukuoka e Ōita, 1.724 pessoas foram evacuadas. Mais de 2.600 casas foram destruídas por Nanmadol nas províncias de Fukuoka, Oita e Hiroshima, mas um relatório posterior mostrou um total de 4.458 edifícios danificados. Quase uma semana após o início das inundações, algumas estradas já foram reabertas em algumas comunidades da província de Fukuoka. durante 12 de julho, o primeiro-ministro japonês Shinzō Abe cancelou uma viagem à Estónia para uma turnê europeia e, em vez disso, visitou lugares devastados na região de Kyushu para ver os danos e consolar os moradores. Ele também prometeu que o governo tomaria medidas e faria todo o possível para ajudar na reconstrução.
Um total de 42 pessoas foram confirmadas como mortas devido às chuvas torrenciais que causaram deslizamentos de terra e inundações, principalmente em Kyushu, onde dois ainda permaneceram desaparecidos e deixaram 39 feridos. Os danos totais no Japão foram de ¥ 190 bilhão (US$ 1,68 bilhão).